# Acianthera garciae
Acianthera garciae är en orkidéart som först beskrevs av Carlyle August Luer, och fick sitt nu gällande namn av Alec M. Pridgeon och Mark W. Chase. Acianthera garciae ingår i släktet Acianthera och familjen orkidéer. Inga underarter finns listade i Catalogue of Life.